# Parc de Niidu
Le parc de Niidu (estonien : Niidu park) est un parc de Pärnu en Estonie.

## Présentation
Le parc est situé sur le terrain du manoir historique de Niidu dans le quartier Rääma de Pärnu.
Il existe des rapports écrits sur le nom du lieu depuis 1909. 
Le nom allemand du parc était Park in Nido.
Le parc de Niidu fait partie de la zone de protection du paysage de Niidu.
Le parc est traversé par la route Tammiste tee et la rue Niidupargi tänav, le long desquelles se trouve, entre autres, le bâtiment du pensionnat de Pärnu.

## Galerie

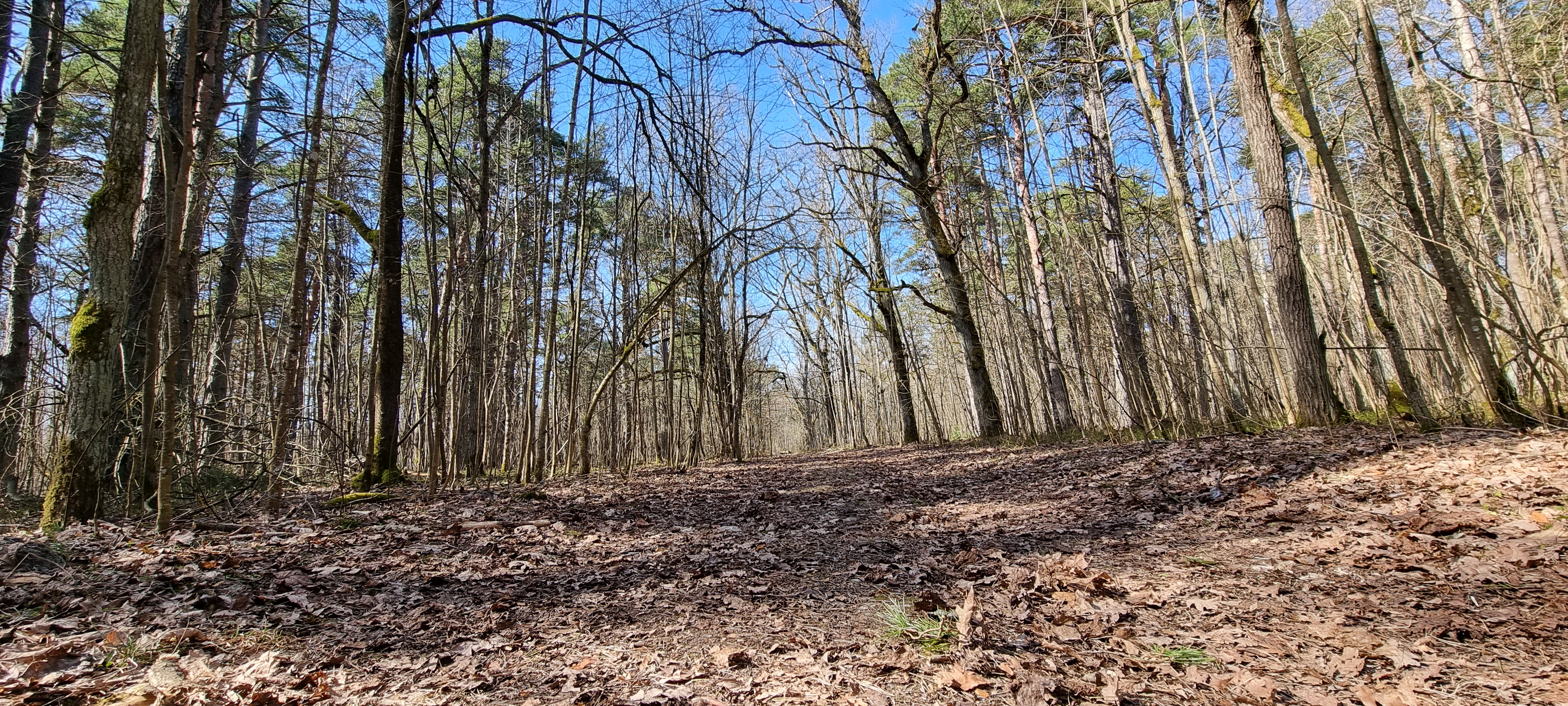
Sentier forestièr du parc en 2023
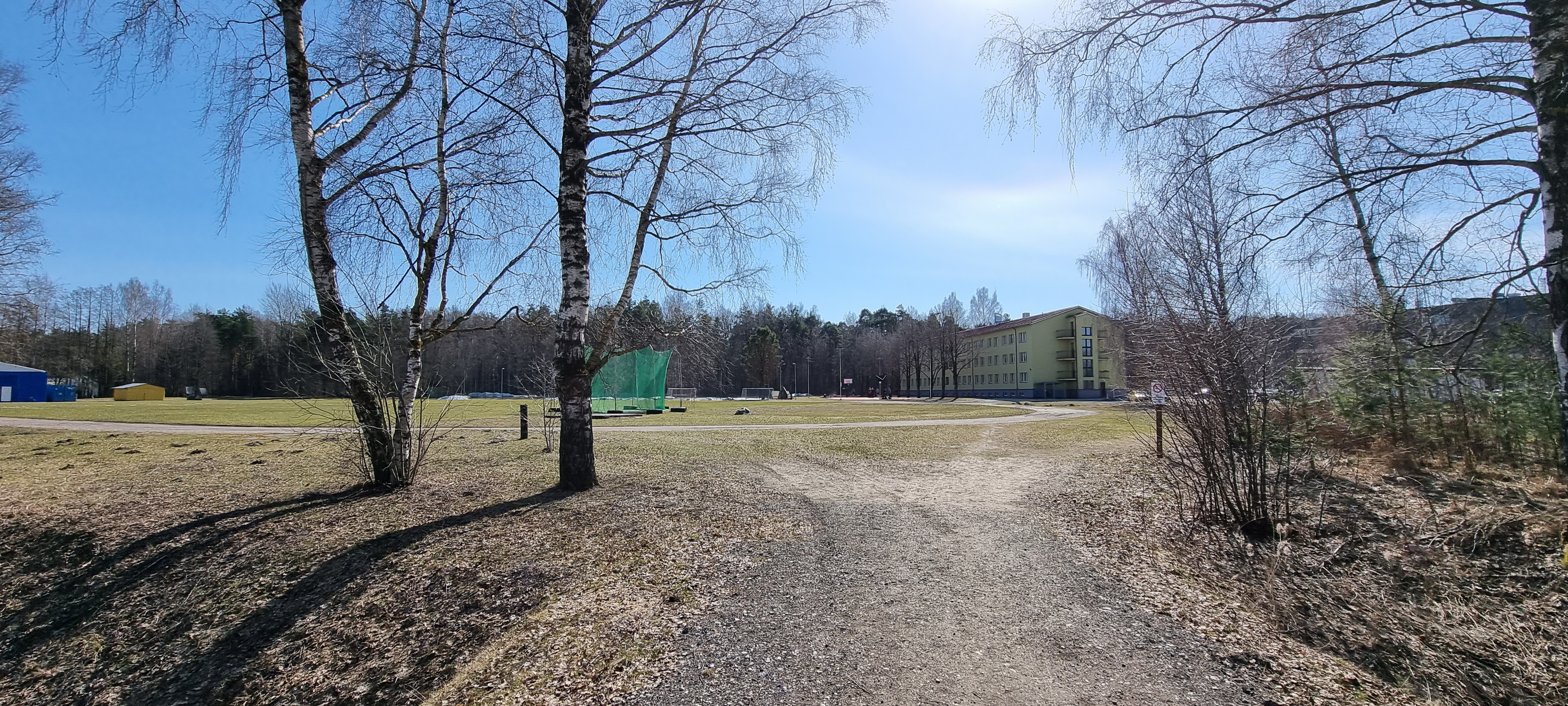
Bâtiment et stade au 16 Niidupargi tänav en 2023